# 서해 위성 발사장

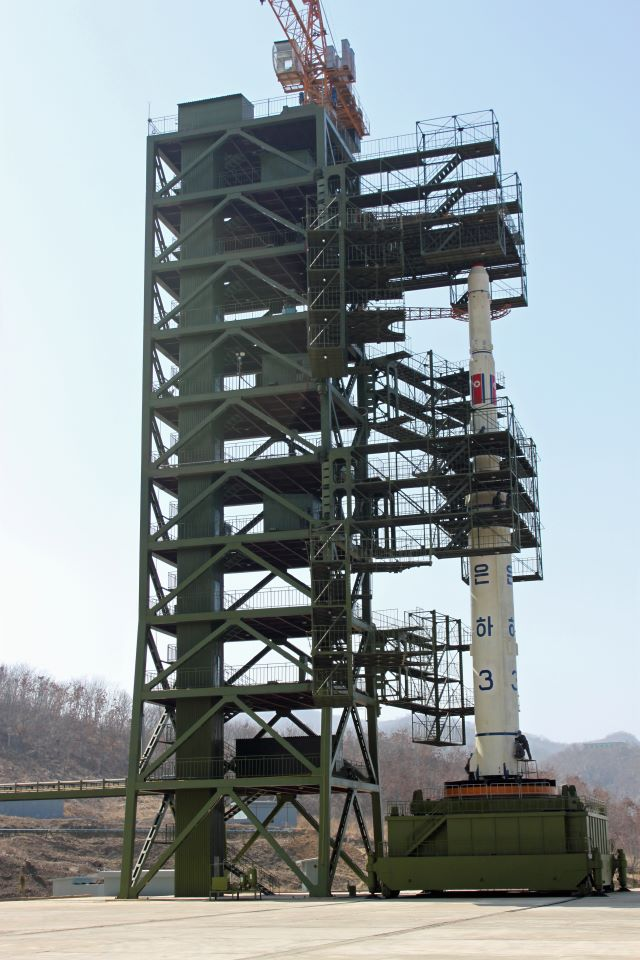

동창리 미사일 발사장(東倉里 미사일 發射場) 또는 서해 위성 발사장(西海 衛星 發射場)은 조선민주주의인민공화국 평안북도 철산군에 위치한 미사일 발사장이다. 무수단리 미사일 발사장보다 더 규모가 큰 새로운 미사일 발사장이다. 좌표 위치는 북위 39° 39′ 36.27″ 동경 124° 42′ 19.06″ / 북위 39.6600750°  동경 124.7052944° 이다.

## 역사
무수단리 미사일 발사장은 규모가 작아 단기간에 여러 시험을 실시할 수 없는데 비해, 동창리 발사장은 규모가 크고 훨씬 더 정교해 짧은 시간에 여러 차례 발사 실험을 할 수 있을 것으로 평가되고 있다. 이란의 테헤란 외곽에 들어선 로켓 시험시설과 비슷한 규모의 로켓 모터를 테스트하는 시설도 있다.
2016년 9월 20일, 조선민주주의인민공화국의 조선중앙방송은 "새형 정지위성 운반 로켓용 대출력 발동기 지상분출 시험에서 대성공했다. 김정은 동지께서 서해 위성 발사장을 찾아 시험을 지도했다"고 보도했다. 북한의 공식 명칭은 서해 위성 발사장으로 보인다.
2013년 8월에도 북한이 '어떤 로켓을 발사할 것인가'의 문제가 언론의 관심을 받았다. 북한은 2012년 12월 12일 은하 3호를 이용해 광명성 3호를 지구 저궤도 위에 올려놓은 바 있다. 그리고 2013년 1월 3일 자 노동신문을 통해 북한은 6기의 은하 로켓이 있다고 주장하면서 은하 4호와 은하 5호는 지구관측위성 발사용이고, 은하 6호, 은하 7호, 은하 8호는 통신위성 발사용이며, 은하 9호는 달 궤도 탐사위성(lunar orbiter) 발사용이라고 밝혔다.
2017년 12월 11일, 김정은 위원장이 평양에서 열린 군수공업대회의 비공개 자리에서 은하 4호의 발사를 지시했다. 이 미사일의 기체 개발은 거의 완료됐지만, 발사준비에만 앞으로 6개월가량 소요될 것이다. 2018년 9월 9일 북한 정권 수립 70년에 맞춰 발사될 것으로 추측된다.
동창리 발사장을 관장하는 북한 국가항공우주기술총국(NADA)의 평양 위성관제센터 인근에 지난 수개월 동안 새로운 건물 단지가 빠르게 들어섰다.
2022년 12월 15일, 고체 연료 엔진시험을 단행했다.

## 2019년 북미정상회담
2018년 6월 12일, 싱가포르에서 열린 2018년 북미정상회담에서, 최종 합의문에 들어간 것은 아니지만 회담 직후 북한이 동창리 미사일기지 폐쇄에 동의했다.
2018년 9월 19일, 2018년 제3차 남북정상회담의 결과물로 나온 9월 평양공동선언에 합의 조항의 하나로 후 '동창리 엔진 시험장 및 미사일 발사대 영구 폐쇄'가 명시되었다.
그러나 2019년 북미정상회담이 실패하자, 북한은 동창리를 재가동했다.

## 같이 보기
- 무수단리 미사일 발사장